# Benzene di Dewar
Il benzene di Dewar è un diene biciclico, isomero del benzene.

## Storia
Nel 1867, quando si conosceva solo la formula bruta del benzene ma non la sua formula di struttura, James Dewar ipotizzò che il benzene potesse avere la struttura molecolare di tale composto chimico, che per tale motivo fu chiamato "benzene di Dewar", nonostante con il benzene abbia in comune solo la formula bruta (C6H6).
Quando si scoprì la vera struttura del benzene, il benzene di Dewar rimase un composto ipotetico, fino al 1962, quando fu sintetizzato per la prima volta come un terz-butil derivato e successivamente non sostituito nel 1963 per fotolisi di cis-1,2-diidro derivati dell'anidride ftalica seguita da ossidazione con tetracetato di piombo:
A differenza del benzene, il benzene di Dewar non è planare. Il composto non è stabile e tende a isomerizzare a benzene con un tempo di dimezzamento di 37 ore.